# Церква святого Онуфрія (Почапинці)
Церква святого Онуфрія в Почапинцях — парафія і храм греко-католицької громади Великоглибочанського деканату Тернопільсько-Зборівської архієпархії Української греко-католицької церкви в селі Почапинці Тернопільського району Тернопільської области.

## Історія церкви
На початку XX століття в Почапинцях була дерев'яна церква Воскресіння Христового, яка згоріла у 1919 році, і каплиця святого Онуфрія. Село було переважно римо-католицьким.
У 1991 році храм був перебудований з колишнього костьолу. Зведений перед Другою світовою війною, він був частково зруйнований, а до 1990 року використовувався як склад. Каплицю після війни теж перетворили на склад. У 1946—1990 роках у селі діяла підпільна громада УГКЦ.
Парафія святого Онуфрія була утворена 24 червня 1991 року. Відбудований храм освятив владика Михаїл Сабрига у 1991 році. Реконструкція здійснювалася за пожертви вірян УГКЦ. У 1994 році храм розписали, а іконостас виконав Роман Забанджала. У 2000 році єпископську візитацію на парафії здійснив владика Михаїл Сабрига.
При парафії діють такі спільноти: Вівтарна і Марійська дружини, братство Матері Божої Неустанної Помочі та «Матері в молитві». На території парафії встановлено три фігури та один придорожний хрест.

## Парохи
- о. Ігор Возьняк (1991),
- о. Йосафат Говера (1991—1992),
- о. Роман-Любомир Кузьменко (1992—1994),
- о. Василь-Олег Кривобочок (1994—1995),
- о. Тарас Юречко (з 1995).